# Berry Visser
Albert James ‘Berry’ Visser (Delft, 24 juli 1947) is een Nederlands artiest en festivalorganisator. Ook is hij oprichter van Mojo Concerts. In het jubileumnummer van Vrij Nederland (2015) wordt Visser genoemd als een van de vijfenzeventig mensen die Nederland in de afgelopen 75 jaar hebben vernieuwd.

## Beginjaren
Tijdens zijn studiejaren op de Katholieke Sociale Academie te Den Haag (afdeling Cultureel Werk) richt Visser Mojo Cabaret op in 1967. Hij was pianist en tekstschrijver van het gezelschap waar ook Will Lutz deel van uitmaakt. Lutz bedenkt de naam Mojo, geïnspireerd door het nummer 'Got My Mojo Working’ van bluesmuzikant Muddy Waters. Vervolgens richt Visser in 1968 Mojo Theater op, gevestigd bij studentenvereniging Menschen Vereeniging Wolbodo / Novum Jazz te Delft. Op de zaterdagavonden opent Berry Visser op deze locatie de discotheek Polly Magoo.

## Mojo Concerts en Holland Pop Festival
Het dubbelconcert in het uitverkochte Concertgebouw te Amsterdam van Jethro Tull en Soft Machine op 7 september 1969 wordt algemeen beschouwd als het begin van Mojo Concerts. Het eerste concert dat Visser organiseert was echter kort daarvoor, een optreden van Julie Felix in de kleine zaal van het Concertgebouw in Amsterdam op zondag 29 juni 1969. Hierna bouwt Visser aan zijn onderneming door meerdere concerten te organiseren.
In 1970 realiseert Visser samen met Georges Knap, diens toenmalige vrouw Toos van de Sterre en Georges’ collega Piet van Daal het Holland Pop Festival. Het festival wordt gehouden in het Rotterdamse Kralingse bos op 26, 27 en 28 juni 1970. Dit meerdaagse en grootschalige evenement is de geschiedenis ingegaan als het Nederlandse antwoord op het Amerikaanse Woodstock festival in 1969. Ook vormt dit festival het begin van het Nederlandse gedoogbeleid ten aanzien van het gebruik van softdrugs.
Tijdens de voorbereidingen van Holland Pop ontmoet Visser Leon Ramakers wanneer die laatste een kaartje voor een concert van Led Zeppelin komt kopen bij Visser. Het gesprek dat volgt leidt tot een vrijblijvend samenwerkingsverband. Voor het Holland Pop Festival is dat in eerste instantie samen met Ed de Roo subsidie regelen bij het toenmalige ministerie Van Cultuur. Tijdens het festival regelt Ramakers het vervoer van artiesten en managers. Ramakers raakt in de jaren na Kralingen betrokken bij de organisatie van evenementen die Visser boekt.
Na het Holland Pop Festival werkt Visser in 1971 bij jongeren- en cultuurcentrum Eksit in Rotterdam. In het boek "Eksit" van Kees Vermeer staat beschreven dat oprichters Frank van der Meijden en Theo Hensen Holland Pop Festival als inspiratiebron hadden voor ‘hun’ Eksit. De samenwerking duurt ongeveer één jaar.
Intussen gaat Visser door met het organiseren van concerten en vraagt Ramakers om te komen werken bij hem, wat positief ontvangen wordt.
In 1974 wordt Mojo overgenomen door Paul Acket en VNU in 1974. De overname is niet voor lange duur, in 1977 staan Visser en Ramakers weer op eigen benen. Leon wordt partner van Visser bij Mojo en professionaliseert het bedrijf verder.
Visser is bedenker van jongerenbeurs Casa Nova (1979), een 10-Daags evenement in Rotterdam Ahoy. In het boek “Volgens Willem” van journalist Yaël Vinx over poppromoter Willem Venema staat als uitleg: “Iedereen is er - behalve het publiek”. Deze beurs veroorzaakte het faillissement van Mojo Concerts. Het bedrijf maakt vervolgens een doorstart.
Visser is samen met Michel Waisvisz de bedenker van de ''verschijnselen'' gedurende het Pandora’s Music Box festival wat plaatsvond in 1983, 1984 en 1985, en bij opvolger Ein Abend In Wien (1991). De door Mojo georganiseerde festivals vinden plaats in concertgebouw de Doelen Rotterdam.
In 1993 verkoopt Visser zijn aandelen in Mojo Concerts aan mede-eigenaar Leon Ramakers.

## Theater
Na zijn vertrek bij Mojo keert Visser terug naar het theater. In het maken van voorstellingen kiest hij vaker voor kleinschaligheid. Dat combineert hij met ‘totaaltheater’: gebruik van beeld, geluid, verplaatsen van setting en publiek.
Visser maakt zijn totaaltheater met "Baby Blue” (1996) waarbij het oude centrum van Delft onderdeel uitmaakt van de voorstelling en met "Een Overnachting Op Oud Amelisweerd” (2001) waarbij de bezoekers pas na een ontbijt huiswaarts keren. Dit betreft een gezamenlijk project met de Turks-Armeense conceptuele kunstenaar Sarkis.
Hij maakt muziektheater met "Look At Me” (2003) in de Merwedezaal van het Atlanta hotel in Rotterdam, met "Episodes" (2003) in een tent op de Parade in Rotterdam, Den Haag, Utrecht en Amsterdam, met "When Silence Sings A Song" (2004-2006) in zijn woonkamer in Delft en met" Annabelle Aren’t We All Lonely Planets”' (2012-2015) in zijn tot theater getransformeerde woning waar hij in de huid kruipt van zijn alter ego Madame De Berry. Op de Boulevard Of Broken Dreams in Barcelona en op de Parade in Amsterdam (2004) brengt hij achter de vliegende vleugel van Terts Brinkhof zijn nummers ten gehore.

## Discografie
The Music Box Orchestra (onderdeel van gezelschap, songwriter, componist)
- Theme From Pandora’s Music Box - maxi single, 12 inch vinyl / 1983

Dorian Gray (alias)
- Rebecca - album, cd 1991
- Eurasian Eyes - single, cd en 7 inch vinyl / 1991
- Good Morning America - single, cd en 7 inch vinyl / 1991
- Bye Bye Blue Sky - single, cd / 1992

Berry Visser
- Ein Abend In Wien - single, cd 1991
- When Silence Sings A Song - album, cd/dvd en lp 2004
- Love Me featuring Solomon Burke - single, cd 2004

## Trivia
- Vanaf begin 2018 tot heden is de woning van Visser aan de Voorstraat in Delft als museum voor publiek toegankelijk. Op zondagmiddagen reizen de bezoekers onder begeleiding van een suppoost door de ‘Wunderkammers’ van "Het Verborgen Huis van Madame De Berry"[9] en luisteren ze op koptelefoons naar een op autobiografische leest gestoeld futuristisch sprookje.
- Contour, Continuïteit, Heden en Verleden 2007: Visser is een van de 111 hedendaagse kunstenaars in museum het Prinsenhof te Delft.[10]
- How Coincidence Shaped My Life / 'Madame de Berry' / TEDxDelft 2019: Tedtalk over het bestaan van 'coincidence', toeval/samenloop van omstandigheden.